# Foresta di Filigosu
La foresta di Filigosu è un complesso forestale appartenente al demanio della regione Sardegna. Si estende nella zona centro settentrionale dell'Isola con una superficie di 3952,3 ettari nei comuni di Oschiri e Berchidda rispettivamente con 3359,9 e 592,4 ettari.
Ubicata tra quota 217 e quota 812, è contigua alla foresta demaniale di Monte Lerno, situata più a sud.  La foresta è caratterizzata da formazioni di quercia (Quercus ilex) e sughera (Quercus suber) in associazione a macchia mediterranea bassa (a cisto, erica, mirto, ginestra, rosmarino) ed alta (a fillirea, corbezzolo, lentisco, e ginepro).
Il complesso venne acquisito al demanio nel 1965 conseguentemente a compravendite di terreni comunali di Oschiri e da privati. Al suo interno, in località Su Romasinu, si trovano alcune domus de janas che  testimoniano la presenza di comunità in epoca prenuragica.
È raggiungibile grazie ad una strada, dotata di cartelli indicatori, che si distacca dalla strada statale 729 Sassari-Olbia in prossimità dell'abitato di Oschiri.